# Баковчица
Баковчица је насељено место у саставу града Копривнице у Копривничко-крижевачкој жупанији, Република Хрватска.

## Историја
До територијалне реорганизације у Хрватској налазила се у саставу старе општине Копривница.

## Становништво
На попису становништва 2011. године, Баковчица је имала 321 становника.

## Попис1991.
На попису становништва 1991. године, насељено место Баковчица је имало 337 становника, следећег националног састава:
| Попис 1991.‍  | Попис 1991.‍  | Попис 1991.‍ | Попис 1991.‍ | Попис 1991.‍ |
| ------------ | ------------ | ----------- | ----------- | ----------- |
|              |              |             |             |             |
| Хрвати       | Хрвати       |             | 309         | 91,69%      |
| Срби         | Срби         |             | 6           | 1,78%       |
| Југословени  | Југословени  |             | 5           | 1,48%       |
| Црногорци    | Црногорци    |             | 5           | 1,48%       |
| Словенци     | Словенци     |             | 3           | 0,89%       |
| неопредељени | неопредељени |             | 7           | 2,07%       |
| непознато    | непознато    |             | 2           | 0,59%       |
| укупно: 337  |              |             |             |             |